# Закс Ганна Борисівна
Ганна Борисівна Закс (28 листопада 1899, Кишинів, Бессарабська губернія — 8 жовтня 1996, Москва) — радянський і російський історик-музеєзнавець, теоретик і практик музейної справи, співробітниця Державного історичного музею та НДІ музеєзнавства, авторка близько 100 наукових публікацій.

## Родина
Народилася 1899 року в Кишиневі у сім'ї сина двінського фабриканта Бориса Яковича Закса та Бейли (Бетті) Йосипівни Закс (уродженої Єфрусі; 1867—1931) . Батьки одружилися в Кишиневі 1890 року. Дід — великий кишинівський банкір, купець першої гільдії Йосип Ісаакович Єфрусі. Сестра — Сарра Борисівна Закс (1898—1981), педагог-методист, авторка посібників для вчителів з навчання англійської мови, доцент МДУ, кандидат педагогічних наук (1950) .
Племінниця доктора медичних наук Зінаїди Йосипівни Мічник, доктора філософських наук Поліни Йосипівни Ефруссі, економіста Бориса Йосиповича Ефрусі та історика Єви Марківни Ефрусі. Двоюрідні брати — молекулярний біолог Борис Самойлович Ефруссі та інженер-винахідник в галузі радіотехніки і телебачення Яків Ісаакович Ефруссі (1900—1996), двоюрідна сестра — відома піаністка-педагог, викладачка Московської середньої спеціальної музичної школи імені Гнєсіних Олена Самойлівна Ефруссі (1904—1991).

## Навчання
У 1920—1921 роках навчалася на курсах інструкторів-організаторів народної освіти в Москві у Анатолія Бакушинського та Миколи Гейніке. У 1925 році закінчила факультет суспільних наук МДУ. У другій половині 1920-х років була співробітником Екскурсбази Наркомосу РРФСР, проводила екскурсії для груп школярів. Спеціалізувалася з історико-революційних екскурсій під керівництвом Миколи Дружініна, в тому числі з експозиції Музею Революції СРСР. Брала участь у виданнях «По революційній Москві» (1926), «Жовтень в екскурсіях по Москві» (1927) та інших.

## Трудова діяльність

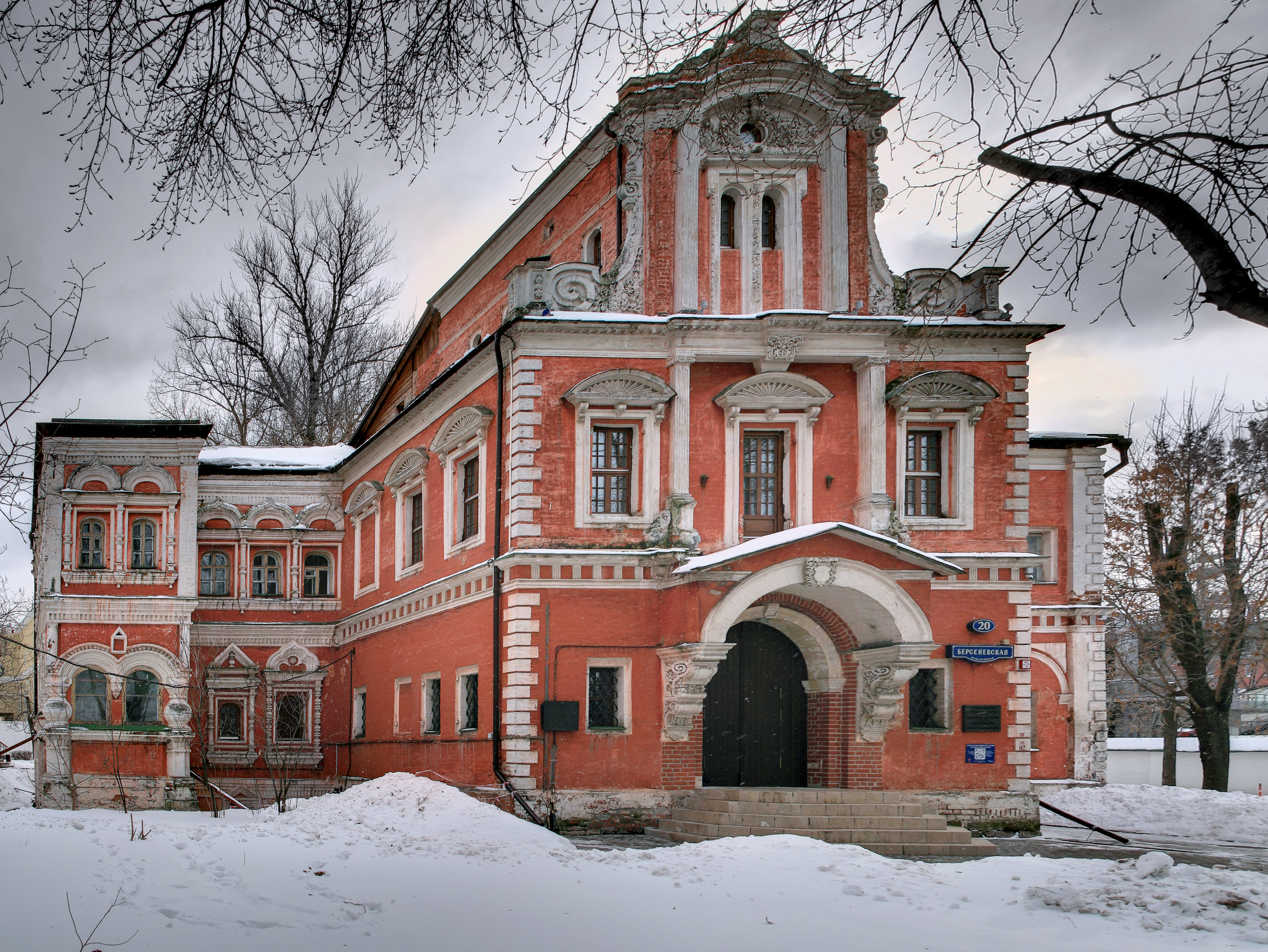
Будівля НДІ краєзнавчої та музейної роботи, в якій працювала Ганна Закс

З 1933 по 1963 рік обіймала посаду старшого наукового співробітника (1933—1939), завідувачем експозиційного відділу історії XIX століття Державного історичного музею, одночасно з 1947 року — наукового співробітника НДІ краєзнавчої та музейної роботи.

## Наукова діяльність
Під її керівництвом у 1930-1940-х роках створювалися експозиції Історичного музею з історії Росії XVIII—XIX століть.
Брала участь в історико-побутових експедиціях музею. Зайнялася історією Північно-Східного Кавказу, включаючи народний рух під керівництвом Шаміля і, зокрема, діяльністю його соратника Хаджі Ташаєва, який очолив Чеченське повстання 1840 року. У 1936 році керувала історико-побутовою експедицією Державного історичного музею на Північному Кавказі (Веденський район Чечні та Буйнакський район Дагестану). В експедиції були зібрані предмети, пов'язані з життям імама Шаміля, і зроблено топографічну зйомку колишнього табору Шаміля поблизу селища Дишне-Ведено, записані розповіді старих людей, які пам'ятали і бачили Шаміля. У 1944 році написала дисертацію, проте захистити її змогла лише в 1946 році (за іншими даними в 1955 році).
З 1936 року вела викладацьку роботу, читала лекції з музеєзнавства у ЗВО Москви. Коло її наукових інтересів було пов'язано з розробленням теорії та методики створення експозицій історичних музеїв.
Авторка робіт з музеєзнавства, а також нарисів з історії музеїв Москви: Історичного музею, Музею Революції, Збройової палати Московського Кремля та інших . Написала мемуари «Це довге, довге, довге життя. Спогади».
Жила в Москві на Великій Дорогоміловській вулиці, 58. Померла 8 жовтня 1996 року, похована в колумбарії Нового Донського кладовища.

## Праці
- Закс А. Б. Дискуссия о движении Шамиля // Вопросы истории. 1947. № 11. С. 134—140.
- Закс А. Б. Методика построения экспозиции по истории СССР. С древнейших времён до Великой Октябрьской социалистической революции. М.: Госкульпросветиздат, 1957. 127 с.
- Закс А. Б. Из истории Государственного исторического музея (1917—1941) // Очерки истории музейного дела в России. М. 1960. Вып. 2.
- Закс А. Б. Из истории Государственного исторического музея (1941—1957) // Очерки истории музейного дела в России. М. 1961. Вып. 3.
- Закс А. Б. Музеи исторического профиля в 1917—1934 гг. // История СССР, 1962, N 5.
- Закс А. Б. Из истории Государственного музея Революции СССР (1924—1934 гг.) // Очерки истории музейного дела в СССР. М., 1963. Вып. 5. (Труды Научно-исследовательского института музееведения; вып. 10.).
- Закс А. Б. Популяризация исторических знаний музеями // Вопросы архивоведения. 1965. № 4.
- Закс А. Б. Опыт изучения и пропаганды истории революционной Москвы в 20-е годы XX в. // Из истории экономической и общественной жизни России. М., 1976. С. 278.
- Закс А. Б. Речь А. В. Луначарского на конференции по делам музеев // Археографический ежегодник за 1976 год. Отделение истории Академии наук СССР; Археографическая комиссия. М., 1977.
- Закс А. Б. Всероссийский музейный съезд // Вопросы истории. 1980. № 12. С. 164.
- Закс А. Дом на Красной площади // Советская культура. 1985. 7 мая. С. 3.
- Закс А. Б. Первая Всероссийская конференция по делам музеев. Февраль 1919 г. (По материалам отдела письменных источников Государственного исторического музея) // Актуальные вопросы изучения фондов музея по истории советского общества. М.: Государственный исторический музей, 1982. (Труды ГИМ; выпуск 55).
- Закс А. Б. Музейная экспозиция. Научная подготовка // Музееведение. Музеи исторического профиля. М., 1988.
- Закс А. Б. Как я защищала диссертацию и пыталась её опубликовать // Вопросы истории. 1989. № 6. С. 164—167.
- Закс А. Б. 1929 год: несколько штрихов // Вопросы истории. 1990. № 6. С. 188.
- Закс А. Б. Дружинин Н. М. // Краеведы Москвы. М., 1991. С. 259.
- Закс А. Б. Трудные годы // Вопросы истории. 1992. № 4. С. 157.
- Закс А. Б. 60 лет знакомства с Н. М. Дружининым // Экономическая и общественная жизнь: Первые Дружининские чтения. М., 1992. Т. 2. С. 333—344.
- Закс А. Б. Ташев Хаджи // Вопросы истории. 1993. № 4. С. 140.
- Закс А. Б. Музееведческий центр России (1930—1960-е годы) // Вопросы истории. 1994. № 10. С. 160.
- Закс А. Б. В гостях у имама: вождь в повседневной жизни // Родина, 1994. № 3—4.
- Закс А. Б. Эта долгая, долгая, долгая жизнь: Воспоминания (1905—1963): в 2 книгах / А. Б. Закс; отв. ред. А. И. Шкурко. — М.: ГИМ, 2000.